# العلاقات الجنوب سودانية الشمال مقدونية
العلاقات الجنوب سودانية الشمال مقدونية هي العلاقات الثنائية التي تجمع بين جنوب السودان وشمال مقدونيا.

## مقارنة بين البلدين
هذه مقارنة عامة ومرجعية للدولتين:
| وجه المقارنة                                              | جنوب السودان                  | شمال مقدونيا                                               |
| --------------------------------------------------------- | ----------------------------- | ---------------------------------------------------------- |
| المساحة (كم2)                                             | 619.75 ألف                    | 25.71 ألف                                                  |
| عدد السكان (نسمة)                                         | 12.58 مليون                   | 2.08 مليون                                                 |
| الكثافة السكانية (ن./كم²)                                 | 20.3                          | 80.9                                                       |
| العاصمة                                                   | جوبا                          | إسكوبية                                                    |
| اللغة الرسمية                                             | لغة إنجليزية                  | اللغة المقدونية، اللغة الألبانية                           |
| العملة                                                    | جنيه جنوب سوداني، جنيه سوداني | دينار مقدوني                                               |
| الناتج المحلي الإجمالي (بليون دولار)                      | 2.90 مليار                    | 11.34 مليار                                                |
| الناتج المحلي الإجمالي (تعادل القوة الشرائية) بليون دولار | 22.88 مليار                   | 29.26 مليار                                                |
| الناتج المحلي الإجمالي الاسمي للفرد دولار أمريكي          | 73                            | 4.85 ألف                                                   |
| الناتج المحلي الإجمالي للفرد دولار أمريكي                 | 2.02 ألف                      | 16.25 ألف                                                  |
| مؤشر التنمية البشرية                                      | 0.467                         | 0.747                                                      |
| رمز المكالمات الدولي                                      | +211                          | +389                                                       |
| رمز الإنترنت                                              | .ss                           | .mk                                                        |
| المنطقة الزمنية                                           | ت ع م+03:00                   | توقيت وسط أوروبا، ت ع م+01:00، ت ع م+02:00، أوروبا/سكوبيه ‏ |

## منظمات دولية مشتركة
يشترك البلدان في عضوية مجموعة من المنظمات الدولية، منها:
| علم المنظمة | اسم المنظمة                               | تاريخ انضمام جنوب السودان | تاريخ انضمام شمال مقدونيا |
| ----------- | ----------------------------------------- | ------------------------- | ------------------------- |
|             | مؤسسة التنمية الدولية                     | 18 أبريل 2012             | 25 فبراير 1993            |
|             | يونسكو                                    | 27 أكتوبر 2011            | 28 يونيو 1993             |
|             | وكالة ضمان الاستثمار متعدد الأطراف        | 18 أبريل 2012             | 19 مارس 1993              |
|             | الأمم المتحدة                             | 14 يوليو 2011             | 8 أبريل 1993              |
|             | الاتحاد البريدي العالمي                   | ?                         | ?                         |
|             | البنك الدولي للإنشاء والتعمير             | 18 أبريل 2012             | 25 فبراير 1993            |
|             | الاتحاد الدولي للاتصالات                  | 3 أكتوبر 2011             | 4 مايو 1993               |
|             | مؤسسة التمويل الدولية                     | 18 أبريل 2012             | 25 فبراير 1993            |
|             | المركز الدولي لتسوية المنازعات الاستشارية | 18 مايو 2012              | 26 نوفمبر 1998            |
|             | منظمة الشرطة الجنائية الدولية             | ?                         | ?                         |

## وصلات خارجية
- موقع وزارة الخارجية الجنوب سودانية